# 7573 Basfifty
7573 Basfifty eller 1989 VX är en asteroid i huvudbältet som upptäcktes den 4 november 1989 av den brittiske astronomen Brian G. W. Manning vid Stakenbridge-observatoriet. Den är uppkallad efter Birmingham Astronomical Society.
Asteroiden har en diameter på ungefär 10 kilometer och den tillhör asteroidgruppen Themis.